# Barung Kersap
Barung Kersap is een bestuurslaag in het regentschap Karo van de provincie Noord-Sumatra, Indonesië. Barung Kersap telt 1083 inwoners (volkstelling 2010).